# 1679 en littérature
| Années de la littérature : 1676 - 1677 - 1678 - 1679 - 1680 - 1681 - 1682    |
| Décennies de la littérature : 1640 - 1650 - 1660 - 1670 - 1680 - 1690 - 1700 |

Cet article présente les faits marquants de l'année 1679 en littérature.

## Événements
- 30 avril : John Locke rentre à Londres après un séjour de trois ans et demi en France (Montpellier, Toulouse, Bordeaux et Paris)[1].
- 18 décembre : John Dryden est battu et blessé par trois hommes à Rose-Street, Covent Garden ; Rochester est soupçonné d'être à l'origine de l'attentat[2].

- L'écrivain chinois Pu Songling rédige la préface du Liaozhai zhiyi (« Contes étranges du studio du bavard » ), recueil de contes en chinois classique publié en 1766[3].

## Parutions
- 15 juin : achevé d'imprimer du recueil de Jean de La Fontaine, Fables choisies mises en vers, vol. 3-4, Paris, Claude Barbin, 1679 (présentation en ligne). Publication des livres IX, X et XI, avec le Discours à Madame de La Sablière.
- 25 juin : privilège accordé pour l'ouvrage de Dominique Bouhours, La Vie de saint Ignace, fondateur de la Compagnie de Jésus, Paris, Sébastien Mabre-Cramoisy, 1679 (présentation en ligne).